# Маштјов
Маштјов (чеш. Mašťov) град је у Чешкој Републици. Град се налази у управној јединици Устечки крај, у оквиру којег припада округу Хомутов.

## Становништво
Према подацима о броју становника из 2014. године град је имао 584 становника.